# Koszmosz–387
Koszmosz–387 (oroszul: Космос 387) Koszmosz műhold, a szovjet műszeres műhold-sorozat tagja. Katonai rádiófelderítő műhold.

## Küldetés
Meghatározott űrkutatási és katonai programot hajtott végre. Celina–0 (oroszul: Целина) rádiófelügyeleti rendszer. Feladata a földi adók (radar és rádió) pontos helyének, frekvenciájának, az alkalmazott eszköz típusának, az alkalmazás módjának (kódolt, nyílt), aktivitásának meghatározása. Hadműveletek során felerősödő kommunikáció ellenőrzése, lehetőséget biztosítva az előzetes figyelmeztetésre, további eszközök felkészítésére.

## Jellemzői
A dnyipropetrovszki Juzsnoj (DP VO) tervezőirodában kifejlesztett, ellenőrzése alatt gyártott műhold. Üzemeltetője a moszkvai MO (oroszul: Министерство обороны) minisztérium.
1970. december 16-án a Pleszeck űrrepülőtérről egy Koszmosz–3M (11F616) típusú hordozórakétával juttatták magas Föld körüli, (HEO = High-Earth Orbit) körpályára. Az orbitális egység pályája 95,2 perces, 74 fokos hajlásszögű, elliptikus pálya perigeuma 524 kilométer, apogeuma 537 kilométer volt. Hasznos tömege 875 kilogramm. A sorozat felépítését, szerkezetét, alapvető fedélzeti rendszereit tekintve egységesített, szabványosított űreszköz. Henger formájú, átmérője 2 méter, hossza 1 méter, felületét napelemek burkolják. Áramforrása kémiai, illetve a körkörösen elhelyezett 8 napelemtábla energiahasznosításának kombinációja (kémiai akkumulátorok, napelemes energiaellátás – földárnyékban puffer-akkumulátorokkal). Pályasíkjában rögzítette a jeleket, vevőállomás aktivitásánál lejátszotta.
1980. január 19-én belépett a légkörbe és megsemmisült.